# Bảo tàng Carnavalet
Bảo tàng Carnavalet là bảo tàng về lịch sử thành phố Paris, nằm tại số 23 phố Sévigné, thuộc Quận 3. Còn có tên Bảo tàng lịch sử Paris, ở đây trưng bày những hiện vật về thành phố từ khi hình thành cho tới ngày nay, đặc biệt về thời kỳ Cách mạng Pháp.
Nằm trong khu phố Le Marais, bảo tàng Carnavalet gồm hai tòa nhà: dinh thự Carnavalet và dinh thự Pelletier de Saint-Fargeau. Tuy vậy bảo tàng chia sẻ một phần với trường trung học Victor-Hugo và hai tòa nhà được nối với nhau bằng một phòng trưng bày ở phía trên tầng hai.

## Lịch sử
Từ thế kỷ 16, Le Marais đã là khu phố quý tộc của Paris. Giới giàu có tới đây xây dựng khác dinh thự. Hai tòa nhà Carnavalet và Le Pelletier de Saint-Fargeau cũng nằm trong số đó.

### Carnavalet
Dinh thự này được xây dựng vào thời Phục Hưng, trong khoảng năm 1548 tới năm 1560, dành cho Jacques de Ligneris, chủ tịch Nghị viện Paris. Lấy cảm hứng từ lâu đài Écouen, mặt bằng của nó mang hình tứ giác "giữa sân và vườn", một kiến trúc mới mà về sau thành hình mẫu cho nhiều dinh thự khác. Những bức tượng trang trí là tác phẩm của nhà điêu khắc Jean Goujon.
Năm 1578, dinh thự này thuộc về Françoise de Kernevenoy, góa phụ của một quý tộc Bretagne có biệt danh Carnavalet. Trong những năm 1650, tòa nhà truyển sang cho Claude Boislève. Claude Boislève đã cho mở rộng, thay đổi cánh bên trái và toàn nhà ở lối vào cùng việc thêm cánh bên phải. Việc sửa chữa này do kiến trúc sư François Mansart thiết kế và dinh thự còn được trang trí thêm bởi các tác phẩm điêu khắc của Gérard Van Opstal.
Từ năm 1677 tới năm 1696, nữ nhà văn Madame de Sévigné đến sống ở đây, rồi tới Brunet de Rancy, thư ký của nhà vua. Cuối cùng là gia đình Dupré de Saint-Maur.
Sau Cách mạng Pháp, tòa nhà được dành cho Trường Cầu đường (École des ponts et chaussées). Tới năm 1866, thành phố Paris mua lại dinh thự này. Trong khoảng thời gian từ năm 1871 tới năm 1890, tòa nhà được mở rộng để dành cho bộ sưu tập về lịch sử thành phố. Với sự phát triển của bộ sưu tập, Carnavalet lại được mở rộng thêm một lần nữa và hoàn thành vào năm 1914.

### Le Pelletier de Saint-Fargeau
Dinh thự Le Pelletier de Saint-Fargeau nằm ở số 29 phố Sévigné vốn được xây dựng vào năm 1688, theo bản thiết kế của Pierre Bullet, kiến trúc sư của nhà vua và thành phố. Dinh thư này mang tên chủ nhân của nó, bá tước Michel Le Peletier de Saint-Fargeau.
Mặt ngoài của tòa nhà có kiến trúc đơn giản. Nhưng ngược lại, ở phía vườn, được trang trí bằng hai bức đắp nổi cầu kỳ mà tác giả có thể là Laurent Magnier, người cũng thực hiện ở công trình lâu đài Versailles. Bên trong của tòa nhà còn có một bộ phận kiến trúc đặc biệt. Đó là cầu thang lớn có tay vịn bằng gang lộng lẫy.
Năm 1896, thành phố Paris mua lại dinh thự này. Người ta đã chuyển Thư viện lịch sử thành phố về đây và sau đó tòa nhà này cùng với Carnavalet trở thành bảo tàng Lịch sử Paris. Cho tới 1968, Thư viện Lịch sử thành phố được truyền về dinh thự Angoulême Lamoignon để bảo tàng được mở rộng.
Năm 1984, tòa nhà Le Pelletier được tu sửa lại. Tới năm 1989, Le Pelletier de Saint-Fargeau được mở cửa cho công chúng với những hiện vật khảo cổ từ thời Tiền sử cho tới thời kỳ Gaule-La Mã.

## Hiện vật

Collections of Musée Carnavalet‎

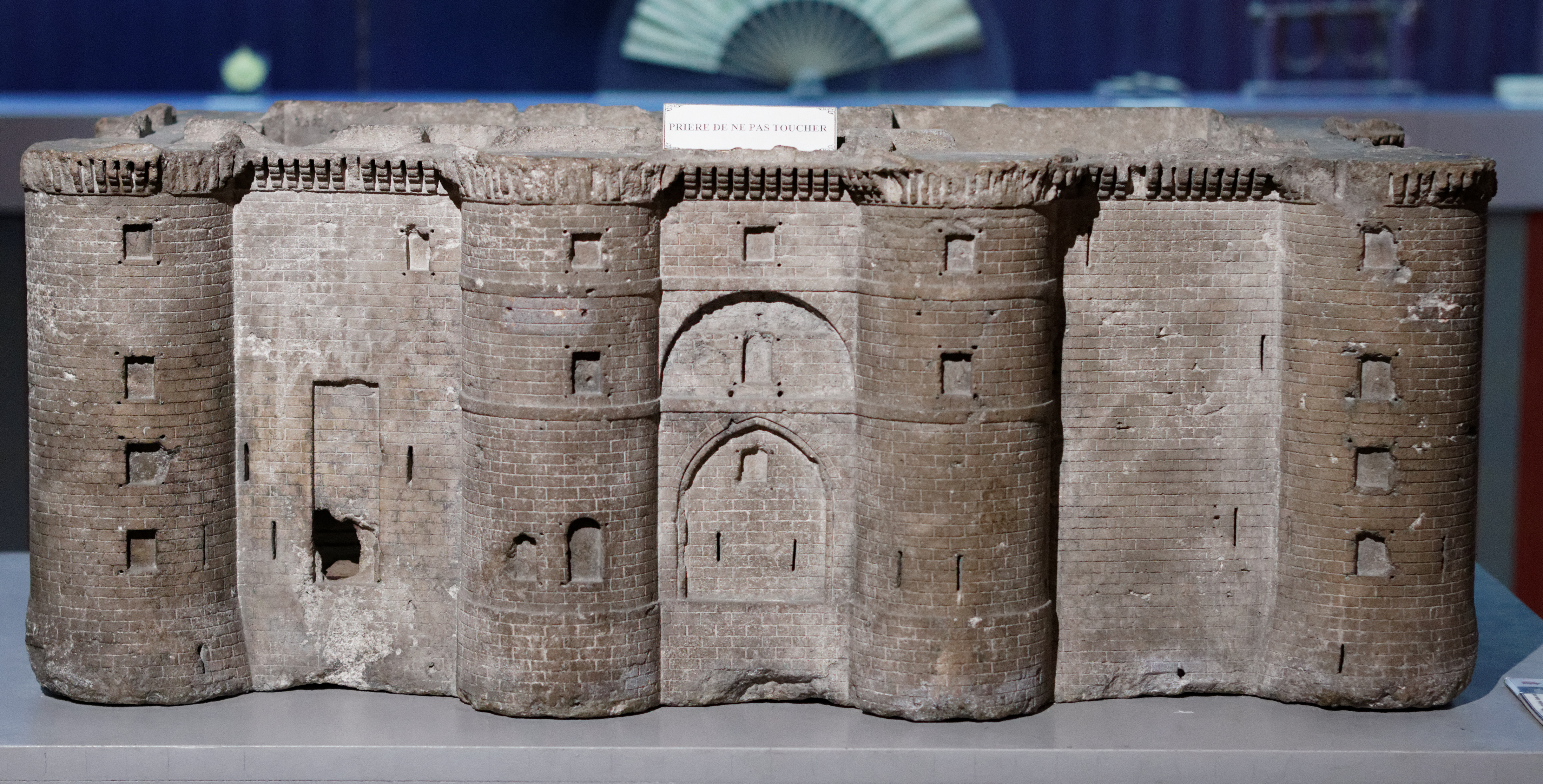
Mô hình ngục Bastille

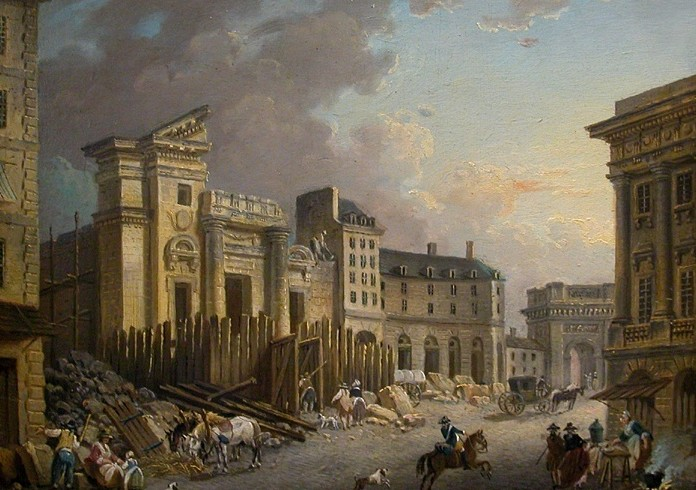
Phá hủy nhà thờ Saint-Barthélemy 1791

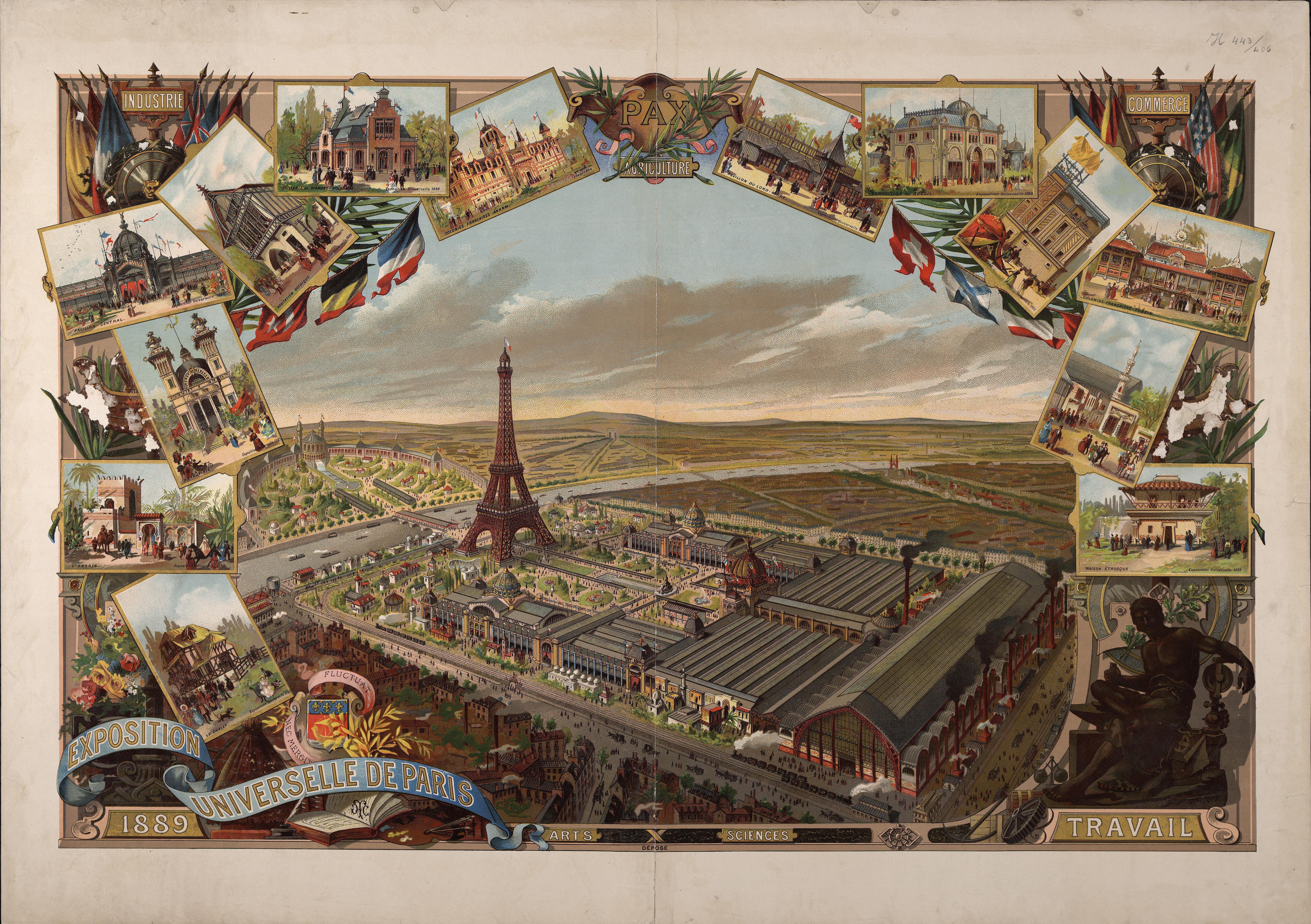
Tháp Eiffel khi Triển lãm thế giới 1889

Bảo tàng Carnavalet sở hữu 600.000 hiện vật về lịch sử Paris từ thời kỳ Tiền sử cho tới ngày nay.

### Khảo cổ
Bảo tàng Carnavalet có 40.000 hiện vật khảo cổ liên quan tới lịch sử Paris, từ Tiền sử cho tới Trung Cổ. Bộ sưu tập này bao gồm các tác phẩm điêu khắc, chi tiết kiến trúc, bia mộ, đồ gốm, đồ thủy tinh, đồ đồng, trang sức, tiền... Trong số đó có những hiện vật đặc biệt hiếm như: răng voi ma mút, thuyền độc một thuộc thời kỳ Đồ đá mới (4500-2000 TCN), dụng cụ giải phẫu của thế kỷ 3...

### Hội họa
Bộ sưu tập hội họa của bảo tàng Carnavalet gồm 2600 tác phẩm. Đặc biệt là những tác phẩm của những nghệ sĩ sáng tác tại Paris, gồm cả người Pháp và người nước ngoài. Bộ sưu tập này cho thấy nhiều cái nhìn về thành phố, từ các công trình kiến trúc cho tới đời sống thường nhật, về lịch sử - đặc biệt về thời kỳ Cách mạng Pháp - và cả các chân dung cá nhân.

### Hình họa
Gian về nghệ thuật hình họa gồm bốn lĩnh vực: vẽ, tranh in tay, nhiếp ảnh và áp phích. Tổng cộng gồm 475.000 tác phẩm được xếp theo 4 chủ đề: lịch sử, địa hình, phong tục và chân dung. Có thể tìm thấy ở đây những bản đồ Paris, các bản vẽ kiến trúc, biếm họa, cảnh thường nhật, lịch sử...

### Điêu khắc
Gồm 3600 tác phẩm từ thế kỷ 16 cho tới thế kỷ 20: các hiện vật lấy từ các công trình, những mảnh vỡ của các bức tượng hoàng gia do bị phá trong thời kỳ Cách mạng... và một bộ sưu tập các tác phẩm trâm biếm của Jean-Pierre Dantan.

### Các bộ sưu tập khác
- Đồ đạc: 800 hiện vật gợi lại không khí Paris từ Phục Hưng cho tới thế kỷ 19, trong đó có những đồ vật của hoàng gia.
- Đồ vật: 10.000 đồ vật nghệ thuật như những bình gốm, hộp, quạt...
- Biển hiệu: Carnavalet có khoảng 200 biển hiệu đủ các chất liệu như tôn, sắt, gỗ... cho thấy những hoạt động kinh tế và thương mại ở Paris kể từ thế kỷ 17.
- Mô hình: Bộ sưu tập các mô hình kiến trúc cho biết về những công trình đã bị phá hủy hay những khu phố đã thay đổi
- Tiền cổ: Gian tiền cổ với 45.000 hiện vật về lịch sử Paris: tiền xu từ Cổ đại tới ngày nay, các huy chương, các thẻ, các con dấu, triện...